# Eccellenza 1964-1965 (rugby a 15)
L’Eccellenza 1964-65 fu il 35º campionato nazionale italiano di rugby a 15 di prima divisione.
Si tenne dal 4 ottobre 1964 al 9 maggio 1965 tra 12 squadre a girone unico e vide il predominio dei napoletani della Partenope: il club biancoazzurro vinse 20 delle 22 partite del torneo e divenne l'ottavo club a iscrivere il suo nome nell'albo d'oro del campionato italiano di rugby; secondo si classificò il CUS Roma a 35 punti, una quota che avrebbe permesso al club della Capitale di vincere il campionato l'anno precedente, risoltosi a quota 33.
Le squadre retrocesse furono il CUS Firenze e il CUS Genova.
Quella in oggetto fu l'ultima edizione del campionato a chiamarsi Eccellenza.
Dalla stagione successiva riprese il nome di serie A, denominazione che tenne fino al 1985.

## Squadre partecipanti
- Amatori Milano (sponsorizzata GBC)
- CUS Firenze
- CUS Genova (sponsorizzata Italsider)
- CUS Roma (sponsorizzata Ignis)
- Fiamme Oro (Padova)
- Frascati

- Rugby Milano
- Parma
- Partenope
- Petrarca
- Rovigo
- Treviso (sponsorizzata Metalcrom)

## Risultati
|       | 1ª/12ª giornata          |      |
| ----- | ------------------------ | ---- |
| 3-6   | Amatori Milano - Rovigo  | 6-14 |
| 3-6   | Petrarca - Parma         | 3-5  |
| 3-6   | CUS Firenze - Fiamme Oro | 0-9  |
| 21-0  | CUS Roma - CUS Genova    | 13-3 |
| 16-11 | Partenope - Frascati     | 3-0  |
| 13-3  | Treviso - Milano         | 6-6  |
|       |                          |      |

|      | 4ª/15ª giornata           |      |
| ---- | ------------------------- | ---- |
| 6-6  | Amatori Milano - Frascati | 3-9  |
| 11-8 | Petrarca - CUS Firenze    | 3-5  |
| 0-3  | CUS Genova - Fiamme Oro   | 3-12 |
| 3-3  | CUS Roma - Parma          | 15-3 |
| 6-3  | Partenope - Milano        | 10-6 |
| 6-3  | Rovigo - Treviso          | 14-8 |
|      |                           |      |

|      | 7ª/18ª giornata            |       |
| ---- | -------------------------- | ----- |
| 8-0  | Milano - Parma             | 3-17  |
| 3-6  | Petrarca - Fiamme Oro      | 6-22  |
| 22-3 | CUS Genova - Frascati      | 3-6   |
| 3-3  | CUS Firenze - Rovigo       | 11-26 |
| 11-0 | CUS Roma - Treviso         | 6-5   |
| 23-8 | Partenope - Amatori Milano | 8-0   |
|      |                            |       |

|      | 10ª/21ª giornata       |      |
| ---- | ---------------------- | ---- |
| 5-8  | Amatori Milano - Parma | 8-8  |
| 3-0  | Petrarca - CUS Roma    | 6-11 |
| 3-8  | CUS Firenze - Milano   | 6-11 |
| 6-9  | Partenope - Fiamme Oro | 14-9 |
| 0-0  | Treviso - Frascati     | 3-14 |
| 25-8 | Rovigo - CUS Genova    | 3-18 |

|       | 2ª/13ª giornata              |      |
| ----- | ---------------------------- | ---- |
| 3-6   | Milano - Fiamme Oro          | 3-8  |
| 6-0   | Petrarca - Frascati          | 0-0  |
| 0-6   | CUS Genova - Partenope       | 8-39 |
| 12-14 | CUS Firenze - Amatori Milano | 5-6  |
| 9-3   | Parma - Treviso              | 23-3 |
| 0-0   | Rovigo - CUS Roma            | 3-6  |
|       |                              |      |

|       | 5ª/16ª giornata           |       |
| ----- | ------------------------- | ----- |
| 11-6  | Amatori Milano - Petrarca | 6-6   |
| 6-8   | Fiamme Oro - Rovigo       | 0-5   |
| 0-6   | CUS Firenze - Treviso     | 0-0   |
| 3-6   | Parma - Partenope         | 11-24 |
| 0-6   | Frascati - CUS Roma       | 0-3   |
| sosp. | CUS Genova - Milano       | 5-21  |
|       |                           |       |

|      | 8ª/19ª giornata             |      |
| ---- | --------------------------- | ---- |
| 12-3 | Amatori Milano - CUS Genova | 3-13 |
| 5-9  | CUS Firenze - CUS Roma      | 6-11 |
| 11-6 | Treviso - Petrarca          | 5-3  |
| 20-6 | Rovigo - Partenope          | 6-22 |
| 11-3 | Frascati - Milano           | 5-16 |
| 6-5  | Parma - Fiamme Oro          | 3-12 |
|      |                             |      |

|     | 11ª/22ª giornata         |      |
| --- | ------------------------ | ---- |
| 6-0 | Fiamme Oro - Frascati    | 3-3  |
| 3-3 | Petrarca - Milano        | 3-3  |
| 6-0 | Amatori Milano - Treviso | 0-24 |
| 0-3 | CUS Genova - CUS Firenze | 6-8  |
| 0-3 | CUS Roma - Partenope     | 3-14 |
| 3-3 | Parma - Rovigo           | 6-0  |

|      | 3ª/14ª giornata             |      |
| ---- | --------------------------- | ---- |
| 3-3  | Milano - CUS Roma           | 0-11 |
| 3-6  | Fiamme Oro - Amatori Milano | 6-3  |
| 18-3 | Partenope - Petrarca        | 8-0  |
| 6-3  | Parma - CUS Firenze         | 8-6  |
| 3-3  | Treviso - CUS Genova        | 9-12 |
| 5-6  | Frascati - Rovigo           | 11-9 |
|      |                             |      |

|       | 6ª/17ª giornata         |      |
| ----- | ----------------------- | ---- |
| 11-12 | Milano - Amatori Milano | 14-5 |
| 0-3   | Fiamme Oro - CUS Roma   | 3-6  |
| 11-3  | Parma - CUS Genova      | 3-0  |
| 3-6   | Treviso - Partenope     | 5-20 |
| 9-8   | Rovigo - Petrarca       | 6-14 |
| 3-0   | Frascati - CUS Firenze  | 0-10 |
|       |                         |      |

|       | 9ª/20ª giornata           |      |
| ----- | ------------------------- | ---- |
| 3-3   | Milano - Rovigo           | 6-11 |
| 6-6   | Fiamme Oro - Treviso      | 0-5  |
| 8-14  | CUS Genova - Petrarca     | 8-22 |
| 11-3  | CUS Roma - Amatori Milano | 6-0  |
| 21-20 | Partenope - CUS Firenze   | 8-6  |
| 3-3   | Frascati - Parma          | 6-21 |

## Classifica
|               |     | Squadra        | G  | V  | N | P  | PF  | PS  | Pt |
| ------------- | --- | -------------- | -- | -- | - | -- | --- | --- | -- |
|               | 1.  | Partenope      | 22 | 20 | 0 | 2  | 287 | 134 | 40 |
|               | 2.  | CUS Roma       | 22 | 16 | 3 | 3  | 158 | 63  | 35 |
|               | 3.  | Parma          | 22 | 13 | 4 | 5  | 166 | 125 | 30 |
|               | 4.  | Rovigo         | 22 | 12 | 4 | 6  | 186 | 56  | 28 |
|               | 5.  | Fiamme Oro     | 22 | 12 | 2 | 8  | 140 | 95  | 26 |
|               | 6.  | Rugby Milano   | 22 | 6  | 5 | 11 | 137 | 153 | 17 |
|               | 7.  | Treviso        | 22 | 6  | 5 | 11 | 121 | 154 | 17 |
|               | 8.  | Frascati       | 22 | 6  | 5 | 11 | 96  | 148 | 17 |
|               | 9.  | Amatori Milano | 22 | 7  | 3 | 12 | 126 | 202 | 17 |
|               | 10. | Petrarca       | 22 | 6  | 4 | 12 | 132 | 159 | 16 |
| Retrocessione | 11. | CUS Firenze    | 22 | 4  | 2 | 16 | 123 | 175 | 10 |
| Retrocessione | 12. | CUS Genova     | 22 | 4  | 1 | 17 | 126 | 146 | 9  |

## Verdetti
- Partenope: campione d'Italia
- CUS Firenze, CUS Genova : retrocesse in serie B